# Kayvon Webster
Kayvon Webster (Miami, 1º febbraio 1991) è un giocatore di football americano statunitense che gioca nel ruolo di cornerback per i New Orleans Saints della National Football League (NFL). Fu scelto nel corso del terzo giro (90º assoluto) del Draft NFL 2013 dai Denver Broncos. Al college ha giocato a football alla University of South Florida.

## Carriera professionistica

### Denver Broncos
Webster fu scelto nel corso del terzo giro del Draft NFL 2013 dai Denver Broncos. Debuttò come professionista nella prima gara della stagione vinta contro i Baltimore Ravens mettendo a segno un tackle. Nella settimana 5 contro i Dallas Cowboys disputò la prima gara come titolare mettendo a referto 3 tackle e la settimana seguente fece registrare il primo intercetto in carriera contro i Jacksonville Jaguars. La sua stagione da rookie si concluse con 41 tackle, un intercetto e 9 passaggi deviati. I Broncos giunsero fino al Super Bowl XLVIII dove furono battuti dai Seattle Seahawks.

### Los Angeles Rams
Il 13 marzo 2017, Webster firmò un contratto biennale con i Los Angeles Rams.

## Palmarès

### Franchigia
- Super Bowl : 1

Denver Broncos: 50
- American Football Conference Championship: 2

Denver Broncos: 2013, 2015

## Statistiche
| Partite totali      | 54  |
| Partite da titolare | 2   |
| Tackle              | 83  |
| Sack                | 0,0 |
| Intercetti          | 1   |
| Fumble forzati      | 1   |

Statistiche aggiornate alla stagione 2016